# Malcolm Bland
Malcolm Bland (...) è un ex calciatore neozelandese, di ruolo centrocampista.

## Carriera

### Nazionale
Con la maglia della Nazionale ha vinto la Coppa delle nazioni oceaniane 1973.

## Palmarès
- Coppa d'Oceania: 1

Nuova Zelanda 1973